# F. Gary Gray
Pour les articles homonymes, voir Gary Gray et Gray.
Felix Gary Gray dit F. Gary Gray est un réalisateur, producteur de cinéma et acteur américain né le 17 juillet 1969 à New York. Il s'est fait connaître en réalisant de nombreux clips musicaux pour des artistes du hip-hop et du R'n'B tels que Jay-Z, Ice Cube, R. Kelly ou encore TLC.
Au cinéma, il est révélé par la mise en scène de deux films à petit budget, Friday (1995) et Le Prix à payer (1996).
Il confirme en 2003 avec le film de casse Braquage à l'italienne et en 2005, Be Cool. Après quelques échecs, il revient au premier plan en 2015 avec le succès surprise du biopic NWA: Straight Outta Compton.

## Biographie

### Débuts de réalisateur et arrivée au cinéma (années 1990)
F. Gary Gray a grandi à Compton, dans une banlieue californienne.
Il commence sa carrière en tant que figurant en 1989 dans Les Indians. En 1993, il dirige son premier clip avec It Was a Good Day pour le rappeur Ice Cube. Rapidement, il travaille pour de nombreux artistes comme Cypress Hill, Outkast, Dr. Dre et Queen Latifah.
En 1995, âgé seulement de 26 ans, il réalise son premier film : Friday, coécrit par Ice Cube. Après la comédie, il s'essaye au thriller l'année suivante avec Le Prix à payer, dans lequel 4 amies, interprétées par Jada Pinkett Smith, Queen Latifah, Vivica A. Fox et Kimberly Elise, vivant à Los Angeles, et décidant de commettre un braquage de banque.
En 1998, il met en scène sa première grosse production : Négociateur, thriller policier sur fond de prise d'otages, avec Samuel L. Jackson et Kevin Spacey. L'année d'après, il produit et réalise l'épisode pilote d'une série policière, Ryan Caulfield : Year One, mais la série est un flop et disparait de l'antenne après un seul épisode diffusé en octobre 1999 sur la chaîne FOX.

### Progression en demi-teinte (années 2000)
Il tourne successivement deux longs-métrages, tous deux sortis en 2003 : d'abord un drame, particulièrement violent, Un homme à part, avec Vin Diesel dans le rôle-titre, qui est éreinté par la critique, et échoue commercialement. Puis un film de casse, beaucoup plus commercial et grand public : Braquage à l'italienne, remake de L'or se barre sorti en 1969. On y retrouve un casting trois étoiles : Mark Wahlberg, Charlize Theron, Donald Sutherland, Jason Statham et Edward Norton. Le film est un succès commercial, et reçoit une presse positive.
Après ce remake, il passe à une suite en 2005 avec Be Cool. John Travolta y reprend le rôle de Chili Palmer, qu'il avait tenu dans Get Shorty. Malgré un box office décevant le film arrive tout de même à satisfaire la critique.
Il attendra 4 ans avant de revenir à la réalisation avec un drame judiciaire, Que justice soit faite, qui lui permet de renouer avec un univers de polar, noir et violent. Malgré le tandem Jamie Foxx / Gerard Butler, les critiques sont majoritairement négatives, et le réalisateur s'éloigne de nouveau des plateaux.

### Retour au premier plan (années 2010)
Cette fois, il faut attendre six ans pour le voir revenir au cinéma : NWA: Straight Outta Compton, qui revient sur la création et la carrière du groupe de rap N.W.A, produit par deux anciens membres, Ice Cube et Dr. Dre, et Universal. Le film est acclamé par la critique et constitue un large succès surprise de la fin de l'été 2015 : il cumule plus de 200 millions de dollars de recettes dans le monde, pour un budget inférieur à 30 millions.
Dans la foulée de ce succès, il est choisi par Universal pour mettre en boîte The Fate of the Furious, le 8e volet de la saga mondialement connue Fast and Furious. Le film sort pour l'été 2017, et permet au réalisateur de retrouver Vin Diesel et les courses de voitures. Le film dépasse le milliard de dollars de recettes mondiales.
En 2019, Gray est crédité comme réalisateur de Men in Black: International, 4e film de la saga Men in Black, avec Chris Hemsworth et Tessa Thompson. Mal reçu par la critique et le public, il est révélé peu après la sortie que Gray a failli quitter son poste de réalisateur à cause de problèmes de production et de réécriture, et que la réalisation de certaines scènes ainsi que le montage sont de Walter F. Parkes, producteur de la saga.
Il réalise ensuite la comédie d'action En plein vol, prévue en 2024 sur Netflix.
Depuis plusieurs années, il est attaché à l'adaptation cinématographique du jeu vidéo Kane and Lynch: Dead Men.

## Filmographie

### Réalisateur

#### Films
- 1995 : Friday
- 1996 : Le Prix à payer (Set It Off)
- 1998 : Négociateur (The Negotiator)
- 2003 : Un homme à part (A Man Apart)
- 2003 : Braquage à l'italienne (The Italian Job)
- 2005 : Be Cool
- 2009 : Que justice soit faite (Law Abiding Citizen)
- 2015 : NWA: Straight Outta Compton (Straight Outta Compton)
- 2017 : Fast and Furious 8 (The Fate of The Furious)[5]
- 2019 : Men in Black: International

Plateformes streaming
- 2024 : En plein vol (Lift)[6]

#### Télévision
- 1999 : Ryan Caulfield (Ryan Caulfield: Year One) (série télévisée) - 1 épisode

#### Clips musicaux
- It Was a Good Day d'Ice Cube (1992)
- Black Hand Side de Queen Latifah (1994)
- Natural Born Killaz de Dr. Dre & Ice Cube (1994)
- Southernplayalisticadillacmuzik d'OutKast (1994)
- Waterfalls de TLC (1995)
- Diggin' On You de TLC (1995)
- Keep Their Heads Ringin de Dr. Dre (1995)
- If I Could Turn Back the Hands of Time de R. Kelly (1999)
- Ms. Jackson d'OutKast (2000)
- How Come, How Long de Babyface (2001)
- I Ain't Goin' Out Like That de Cypress Hill (2001)
- When The Ship Goes Down de Cypress Hill (2001)
- Show Me What You Got de Jay-Z (2006)
- Super High de Rick Ross (2010)

#### Publicités
- 2022 : Pepsi: The Call

### Producteur
- 1996 : Le Prix à payer (Set It Off)
- 1999 : Ryan Caulfield (Ryan Caulfield: Year One) (série télévisée)
- 2003 : Un homme à part (A Man Apart)

### Acteur
- 1989 : Les Indians (Major League) de David S. Ward : Extra
- 1995 : Friday de lui-même : l'homme noir à la boutique
- 1996 : Le Prix à payer (Set It Off) de lui-même : conducteur d'un Low Rider
- 2009 : Que justice soit faite (Law Abiding Citizen) de lui-même : un inspecteur de police

## Distinctions
Source : Internet Movie Database

### Récompenses
- MTV Video Music Awards 1995 : Meilleure vidéo de l'année pour le clip de Waterfalls de TLC
- Festival du film policier de Cognac 1997 : Prix spécial du jury pour Le Prix à payer
- Black Reel Awards 2004 : meilleur réalisateur pour Braquage à l'italienne
- American Film Institute Awards 2016 : meilleur film pour NWA: Straight Outta Compton